# Meu bem, meu mal
 (срп. Моје добро, моје зло) бразилска је теленовела, продукцијске куће Реде Глобо, снимана 1990. и 1991.

## Синопсис
Дом Лазаро Вентурини, већински власник "Вентурини Дизајнерса" дели власништво са Рикардом Мирандом који има 30% акција у компанији. Међутим, дом Лазаро мрзи Рикарда јер је плод неверства његове супруге са пословним партнером.
Рикардо има тајну везу са Исадором Вентурини, удовицом Лазаровог сина Клаудија, која је такође акционар у компанији. Али, Рикардо и Исадора су заправо жртве мржње других људи.
Рикардо је крив за пропаст Фелипеа Брандаоа де Мела. Патрисија, Фелипеова ћерка, одлучује да му се освети. Успева да му се приближи преко његове ћерке Џесике, која јој је другарица. Међутим, Патрисија није очекивала да ће се заљубити у њега, иако је старији од ње.
Против Исадоре се удружују Марија Исабел Толедо, припадница бразилске елите, и маникирка Беренисе. Мими Толедо је била заљубљена у покојног Исадориног мужа, али је Исадора уз помоћ сплетки раздвојила њу и Клаудија. Са друге стране, Беренисе жели да се освети Исадори јер јој је понизила ћерку, Фернанду, сматрајући да не може да буде са њеним сином јер је из ниже класе.
Као инструмент Мимине и Беренисине освете ће послужити Дока, сиромашни младић, који ће уз Мимину помоћ успети да се укључи у високо друштво под лажним именом Едуардо Костабрава, претварајући се да је милионер, и тако завести Виторију, Исадорину ћерку.
Највећа препрека на путу Рикарда и Исадоре да преузму компанију у своје руке ће бити Валентина, сестра дом Лазара, која се на његов позив враћа у Бразил да заузме братанчево место.
Тако ће отпочети борба за превласт над компанијом између Рикарда и Исадоре са једне стране, и Валентине, са друге стране…..

## Улоге
| Глумац:            | Улога:                                                 |
| ------------------ | ------------------------------------------------------ |
| Лима Дуарте        | Дом Лазаро Вентурини                                   |
| Жозе Мајер         | Рикардо Миранда                                        |
| Силвија Фајфер     | Исадора Вентурини                                      |
| Јона Магаљаес      | Валентина Вентурини                                    |
| Адријана Естевес   | Патрисија Фераз де Мело                                |
| Касио Габус Мендес | Едуардо Жозе Дока Жентил да Силва / Едуардо Костабрава |
| Нивеа Марија       | Беренисе Маркес Кастро                                 |
| Лидија Бронди      | Фернанда Маркес Кастро                                 |
| Жорже Дорија       | Емилио Маркес                                          |
| Зилда Кардозо      | Елза Гонсалвес Жентил                                  |
| Гиљерме Каран      | Порфирио Таварес                                       |
| Вера Цимерман      | Магда                                                  |
| Армандо Богус      | Фелипе Брандао де Мело                                 |
| Лусијана Брага     | Дирсе Апаресида Алвес                                  |
| Талес Пан Шакон    | Енрике Паива                                           |
| Изис де Оливеира   | Марија Исабел Мими Рапозо Толедо                       |
| Марлос Пауло       | Андре Манфрини                                         |
| Мила Мореира       | Бианка Паива                                           |
| Лизандра Соуто     | Виторија Вентурини                                     |
| Арикле Перез       | Роза Марија Жентил да Силва / Розмери Костабрава       |
| Мила Кристи        | Жесика Миранда                                         |
| Фабио Асунсао      | Марко Антонио Вентурини                                |
| Едсон Фијеши       | Жоао Емануел Мело                                      |